# ファイア・フェスティバル
ファイア・フェスティバル(Fyre Festival)は、Fyre Media IncのCEOであるビリー・マクファーランドと、ラッパーのジャ・ルールが詐欺的なマーケティング手法を用いて企画していた音楽祭である。2017年の4月28日から30日と5月5日から7日にかけての開催を予定していた。多数のインフルエンサーやセレブリティにInstagramでイベントの告知を行わせるステルスマーケティングを用いたプロモーションキャンペーンを展開した。インフルエンサーらはFyre側から報酬を支払われていたが、この事実を当初は公にしていなかった者が多数存在していた。
開催初日に至った時点でこのイベントは警備態勢、食事の提供、宿泊施設、医療態勢、出演するミュージシャンらとの関係等において深刻な問題に直面しており、無期限の延期が発表され次いですぐに中止が発表された。イベントの参加者は数百ドルの参加費を支払ったもののイベントで提供されたのは粗末な食事とアメリカ合衆国連邦緊急事態管理庁が災害時に使用する被災者支援用テントに宿泊することを余儀なくされた。
2018年3月、マクファーランドは出資者やイベント参加者に対する郵便及び通信詐欺の容疑で告訴され、さらに保釈期間中にイベントのチケットを販売していた業者に対しての詐欺容疑でも告訴された。同年8月、マクファーランドは有罪となり懲役6ヵ月および2,600万ドルの罰金を科せられ収監された。またその他イベント主催者らも少なくとも8つの裁判を起こされており、複数のクラスアクション訴訟で訴えられる可能性があり、さらに損害賠償として1億ドルを求める訴訟の対象となる可能性もある。
このイベントの悲惨な顛末はHuluで公開された『ファイア・フロード』とNetflixで公開された『FYRE: 夢に終わった史上最高のパーティー』でそれぞれドキュメンタリー映画の主題となった他、CNBCが放送しているドキュメンタリー番組でも特集された。

## 企画から開催されるまで

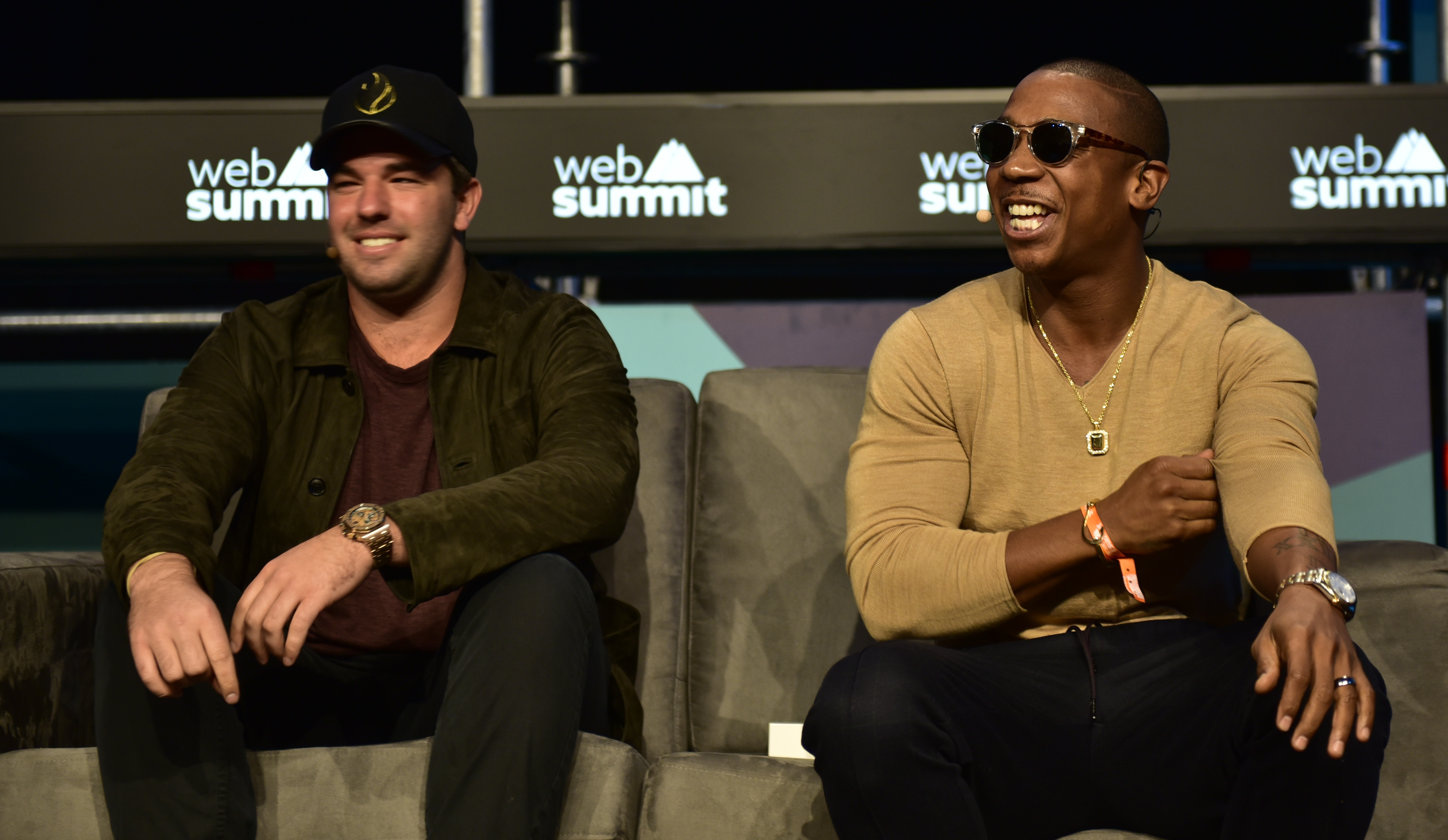
ビリー・マクファーランド（左）とジャ・ルール（右）2016 Web Summitにて。

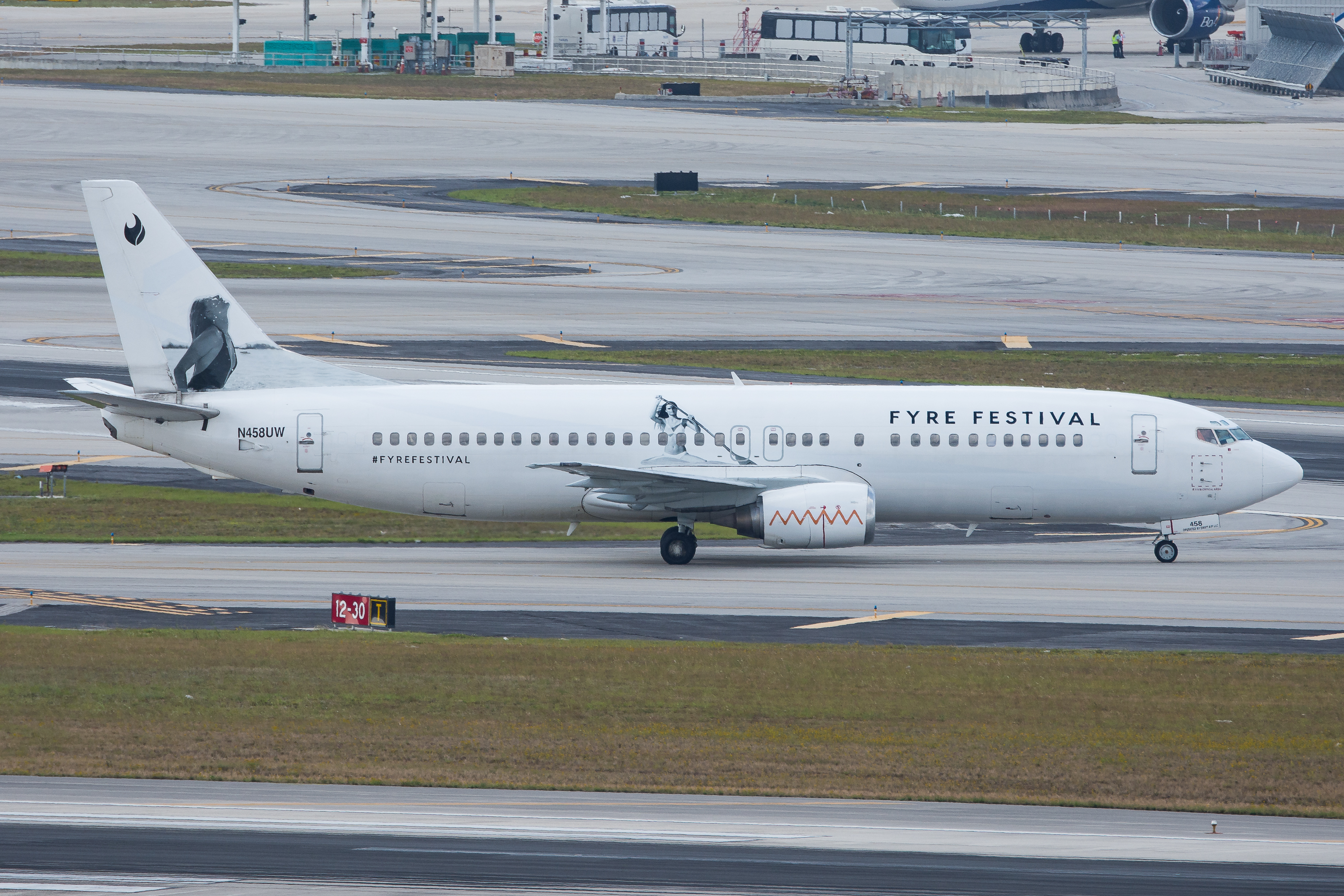
参加者の移送のため使用された旅客機。

### 企画
元々このイベントは、Fyre music bookingアプリのプロモーションのため、ビリー・マクファーランドとジャ・ルールにより企画された。ジャ・ルールは、マクファーランドが共同創設者であったベンチャー企業マグナイジズ主催のイベントを度々訪れており、マクファーランドを知るようになった。マクファーランドとジャ・ルールは、バハマへプライベート機で飛行中に、かつて犯罪組織メデジン・カルテルの幹部であったカルロス・レデルが所有していた孤島ノーマンズ・ケイに短時間着陸し後になってこの島の曰くを知った。マクファーランドはこの島でイベントを開催することを思いつき、現在の島の所有者との間でメデジン・カルテルのボスであったパブロ・エスコバルとこの島の関係を公にしないということを条件にリース契約をした。

### プロモーション
2017年初頭には、水着姿のスーパーモデル達が登場するプロモーションビデオも公開された。これはノーマンズ・ケイで撮影され、南の孤島で有名ミュージシャン、一流の宿泊地に食事といった、特別な体験ができるとアピールしていた。こうしてフェスの企画は進んでいったが、ビデオの中で「かつてパブロ・エスコバルが所有」といった旨を語っており、オーナーはこれを契約違反としてリース契約を解除されてしまう。それにより、イベントのための新たな島を探さなくてはならなくなった。また、実際には以前の所有者がメデジン・カルテルの幹部であったというだけでノーマンズ・ケイをエスコバルが訪れたことは一度もない。
いくつかの小島が開催地候補に上りながら消えた後、グレート・エグズーマ島の開発用に確保されていたローカー・ポイントで、バハマ政府は開催許可を与えた。ソーシャルメディアでは、依然開催地がエスコバルの所有していた島だという虚偽の情報を発信し続けていた。サイトに掲載された地図も、実際は大きな島の一部であるにもかかわらず、切り取られた一地域だけを表示し、まるで孤島であるかのように装っていた。また、マクファーランドらはファイア・ケイなる架空の島の名前をでっち上げ、ローカー・ポイントという地名をあたかも存在しないようにする工作活動を行った。実際の開催場所はサンダルズ・リゾートの運営するリゾート施設の離れた駐車場であり、グレート・エグズーマ島は個人所有の島でもない。
2016年12月12日、ケンダル・ジェンナー、エミリー・ラタコウスキー、およびFyreによって報酬を支払われた他のインフルエンサーが、炎のロゴのあるオレンジ色の正方形の画像を、同時にフィードに投稿した。ロゴをクリックすると、ベラ・ハディッドと彼女のエージェンシーのモデルが熱帯のビーチを走るプロモーションビデオが開いた。ビデオ内のテキストは、「没入型音楽祭、2つの変革的な週末...不可能の境界線上」と約束していた。これがファイア・フェスティバルのプロモーションキャンペーンの始まりだった。

### 主催者たちの奔走
投資家でファッション担当のカローラ・ジェインは、Fyre社がマンハッタンのトライベッカ地区にある豪華なオフィスを借りるための、400万ドルの融資を受け取れるよう画策したとされる。企画した規模のイベントを開催した経験が無いマクファーランドは、大規模イベントを開催した経験のある企業やコンサルタントに意見を聞き、この程度のイベント開催には最低でも5,000万ドルかそれ以上の予算と数年の準備期間を要する旨の意見を聞き非常に驚いたという。マクファーランドらは可能な限り自分で物事を進めようとしたが、ステージを借りる方法は、おそらくGoogle検索で学んだとみられる。
2017年の4月と5月の2週の週末に予定されていたこのイベントでは、500ドルから1,500ドルまでのデイチケットと、航空運賃と高級テントの宿泊施設を含むVIPパッケージが12,000ドルで販売された。客の宿泊場所では「近代的でエコなジオデシック・ドーム」と有名シェフによる食事を約束された。最終的に発表された出演者は、プシャ・T、タイガ、デザイナー、ブリンク 182、メジャー・レイザー、ディスクロージャー、ミーゴス、ケイトラナダ、リル・ヨッティ、マトマ、クリンガンデ、スケプタ、クラップトーン、Le Youth、テンスネイク、Blond:ish、リー・バリッジなど30以上のグループに上った。しかしながら開催数日前という時点で全ての出演予定であったグループおよびミュージシャンらの出演は取りやめられた。さらに、メジャー・レイザーに至っては出演の予定そのものがなかったにもかかわらず出演予定であるとされていたという。また、まったく同じ日にグレート・エグズーマ島にてレガッタが開催される予定であり、島の人的物的資源はほぼすべてこのレース開催に投入されていたため人手不足、物資不足は深刻となった。
すでに5000枚のチケットが販売され、マイアミからイベント会場へのチャーター機が用意されていた。医療サービスとケータリング業者も雇われたが、彼らはフェスの数週間前に撤退してしまった。その後たった2週間で、新しいケータリングサービスが100万ドルかけて用意された。そこでは、地元のシーフードにバハマ風の寿司、そして豚のローストまでも含む本格的な島の料理が提供されるとしていた。
2017年3月に、Fyreはベテランのイベントプロデューサー、ヤーロン・レヴィを雇った。彼は、サイトで宣伝されているようなイベントを開催することは不可能であると感じ、11月にイベントを延期するべきとしたが、Fyreはとにかく春にイベントを開催すると譲らなかった。彼は、期限内に宿泊施設を用意するには、ヴィラは諦めてテントを立てるしかないと言い、チケット購入者にはそれを正直に伝えるよう勧めた。レヴィは、会社から電子メールが用意されていると聞いたらしいが、それが送信されたのかは分からないという。
コムキャスト・ヴェンチャーズは、このアプリに2500万ドルを投資することを検討していた。マクファーランドは、コムキャストの投資金によってイベント開催に必要な資金を調達できるであろうと考えていたが、数日前には辞退されてしまった。伝えられるところによれば、マクファーランドはFyre Mediaを9000万ドルの価値があると評価していたが、コムキャスト側にそれを証明する十分な証拠を提供することができなかったという。
イベント主催者の一人がニューヨーク・マガジンに寄稿した文章によれば、少なくとも3月中旬以降、計画に重大な問題があるので、2018年に万全な状態でフェスを行うため、2017年のフェスを中止することで合意していたという。しかしこの計画は、予定通りにイベントを進めることが決定されたため、土壇場で取り消された。 主催者の一人が、「やろう、そして伝説になろう。」と言ったとも伝えられている。同月下旬にはニューヨーク・ポストのゴシップ記事コーナーであるページ・シックスが、主催者らの統制がかなり乱れておりもはや手に負えないような状態である旨を報道している。
コムキャストとの契約が流れた後、マクファーランドは投資家のエズラ・バーンバウムを介して、16日間以内に少なくとも50万USドルの返済を条件に、Fyreへの一時的な資金調達を行った。これにより短期間のうちに返済のための資金を調達する必要に迫られ、チケットの購入者あてに、イベント期間中は現金もクレジットカードも使用不可であり、代わりにRFID付きのスマートウォッチのようなIDを発行しこれを使用したプリペイドサービスのみ利用化であるとして1000ドル程度をあらかじめチャージするようにと発表し返済資金を集めることを画策した。このような機器の採用は、開催地のWi-Fi環境が貧弱であるために役に立たないと警告されていたにもかかわらず行われた。この急遽準備されたプリペイドサービスにより約200万ドルが集まり、後にバーンバウムに起こされた訴訟によると、その40％はマクファーランドに短期ローン返済のために使われたという。

## 開催、そして混乱
4月27日の早朝、グレート・エグズーマに大雨が降り、水浸しとなったテントとマットレスが屋外に積み上げられた。マイアミ国際空港からエグズーマ国際空港への最初のフライトは、Swift AirとXtra Airwaysによって運行され、午前6時20分に到着した。その日の午後、ブリンク 182は「ファンにいつも通りのパフォーマンスをできる状況にない。」とTwitterにてツイートし、イベントから撤退したことを発表した。
最初の到着者は、ビーチサイドのレストランで「即興のビーチパーティー」に連れて行かれ、そこで彼らはアルコールを出されながら、祭りの現場での必死の準備が続く間、およそ6時間待たされ続けた。その後、さらなる現場の実態が明らかになっていった。来場者はフェスの拠点で手続きなども行っていたが、何時間も経つ内次第に混乱状態となり、人々は自分のテントを求めて走り出した。日が暮れる頃、地元のミュージシャン達がステージに上がり、数時間演奏した。これがイベントで唯一の演技だった。早朝、イベントの延期と、出席者を迅速にマイアミに戻すことが発表された。
現地からの報告では、荷物の誤った取り扱いや盗難、汚れた床のテント、濡れたマットレス、参加者は宿泊場所が無いため眠ることもできない、などと伝えられた。整地は未完成で、医療関係者やイベントスタッフは不足、携帯電話やネットサービスも無く、トイレは仮設便所で、ろくに水もなく粗末な食事しか出なかった。
島への往復のフライトは、これ以上の飛行機の着陸を禁止する政府の命令によりキャンセルされたため、多くの参加者が取り残されたと伝えられている。
マイアミへの最初のフライトは、4月28日の午前1時30分搭乗であったが、問題があり数時間遅れた。夜明け後にはキャンセルされ、乗客はエグズーマ空港のターミナルに閉じ込められた。食料や水もなく、ある参加者の証言では、少なくとも一人が暑さにより入院しなければならなくなった。
その便は結局その日の朝出発し、その後マイアミへのチャーター便が終日エグズーマから飛び立った。

## 関係者たち

### 主催者
ビリー・マクファーランドは、2013年に25人の従業員を擁するカード会社「Magnises」を設立した。年間250ドルの会費で「プライベート会員限定のコンサート、有名シェフの食事会、そして最高のギャラリーでの独占的なアートプレビュー」など、「人生を次のレベルへと引き上げる」ことを約束していた。ワシントン・ポストは、「これらの恩恵うち、いくつかは実現されなかったか、または宣伝からかけ離れていた」と伝えた。ビジネスインサイダーの言うところでは、「彼らは全ての問題に対して同じEメールを送信するが、問題が何であるかを記入するのと同じ」と元メンバーは語っていたという。 Magnisesは、2015年には黒字になったとも伝えられている。
ワシントンポスト紙はまた、マクファーランドが以前の事業で「過激化の歴史がある」と報告し、複数の事例を挙げた。一例として、ミュージカル『ハミルトン』のVIPチケットを430ドルで販売した後、直前でキャンセルしたことがあった。 Better Business Bureauへの苦情で、払い戻しを求めている顧客の1人は、一月半の間に複数の問い合わせに対して応答がないとしている。

### 宣伝協力者
このイベントは、ケンダル・ジェンナー、ベラ・ハディッド、エミリー・ラタコウスキー、ヘイリー・ボールドウィン、エルザ・ホスク、シャネル・イマン、ライス・リベイロ、アレッサンドラ・アンブロジオ、シャニーナ・シャイク、ネイディーン・レオポルド 、ローズ・バートラム、ジゼル・オリヴェイラ、ハナー・ファーガソン、その他女優や有名人により、Instagramで宣伝されていた。ラタコウスキーは、ハッシュタグ「#ad」を使用した唯一の女優またはモデルであると報告されているが、この件以降投稿を削除した。後になって初めて、ジェンナーと他の者たちにも、投稿を行うために報酬が支払われたことが報告された。これは連邦法の下で開示を要求されたものである。連邦取引委員会は、「『#ad』は有料投稿の開始時にのみ機能し、ハッシュタグだけでは十分な免責事項ではない。」と述べた。
ハディッドはこのプロモーションへの参加を認め、謝罪した。ボールドウィンは、イベントの影響を見て、彼女が全額を慈善団体に寄付したことを明らかにした。

## その後の出来事
ジャ・ルールはTwitterに「これは詐欺ではない」「私の失敗ではない」と投稿した。
多くの報道機関は、この混乱ぶりをウィリアム・ゴールディングの小説 『蠅の王』と、スーザン・コリンズの小説 『ハンガー・ゲーム』と比較した。バハマ政府観光省はその国を代表して謝罪し、イベントがどのように展開されたかについては、一切の責任を負うことを否定した。
Fyre Festivalは、全参加者に全額払い戻しか、翌年のフェスのVIPチケットの提供を発表した。

### 訴訟
ファイア・フェスティバル失敗の結果、マクファーランドとジャ・ルールは、カリフォルニア州で1億ドルの訴訟の対象となった。これは150人以上の原告と共に集団訴訟を求めている、弁護士のマーク・ゲラゴスによって、ダニエル・ユンを代表として起こされた。申立てによれば、ユンの訴訟では詐欺、契約違反、信義誠実の原則の違反、および過失による虚偽表示を主張している。ゲラゴスの事務所のベン・マイセラスは、「このフェスティバルを無謀かつ盲目的に宣伝した全ての人々」に説明責任を負わせると誓約した。これはジェンナーやハディッド、およびその他のインフルエンサーに向けられていると解釈された。マイセラスは、Fyre側が内部告発者に中止および撤回の手紙を送ったとも述べた。
Fyre Media、マクファーランド、ジャ・ルール、および複数の主催者に対する第2次集団訴訟が、3人の参加者を代表して弁護士ジョン・ジラルディによりロサンゼルスで起こされた。原告は、彼らが400以上のSNS上の有名人に報酬を支払うことによって、イベントに出席するように後援者を騙したと主張している。当事者は、契約違反、過失による虚偽表示、および詐欺で訴えられている。
ニューヨーク州連邦裁判所で、ジャ・ルール、マクファーランド、Fyre Media、および最高マーケティング責任者グラント・マーゴリンに対して、3度目の訴訟が起こされた。原告のマシュー・ハーリヒーとアンソニー・ロリエロは、主催者に対し「虚偽広告、重大な説明不足、怠慢、詐欺、および消費者保護法の違反があった」と非難した。「最初の週末に参加者がグレート・エグズーマに到着した時、島には基本的な設備も無く汚れで覆われており、テントの中で濡れた毛布にくるまれ寝なければならなかった。」と主張している。 「約束通りの共同シャワーや浴室は無かった。その代わり、何百人もの人々が到着したにもかかわらず、200ヤード毎に一つの仮設便所と、3つのシャワーしかなかった。」という。またロリエロは、様々な私物を奪われたとも主張している。金額は明記されていないが、訴状では懲罰的損害賠償や、弁護士費用など様々な金銭的救済を求めている。
5月4日に別の訴訟が、フェスのために医療サービスを提供したNational Event Services（NES）によって起こされた。契約違反、詐欺、および主催者による過失を主張して25万ドルの損害を受けたと主張した。訴訟は、Fyreがキャンセル保険の購入に「失敗または拒否した」、および「医療用のヘリコプターまたは飛行機の契約を締結することに失敗した」と主張した。 NESの従業員は、地元の診療所は閉まっており、宿泊施設は使用できず、虫は侵入しマットは血が染みており、エアコンも無いと報告した。また5月には、主催者が州の消費者詐欺行為に違反し、契約違反を犯したとして、フェスティバルの参加者アンドリュー・ペトロッジエロが、ニュージャージー州連邦裁判所に訴訟を起こした。
フロリダ州連邦裁判所で集団訴訟として起こされた第6の訴訟では、詐欺、過失、および契約違反などが主張されている。原告であるケネス及びエミリー・リールは、主催者がフェスをソーシャルメディアで批判した人々に、それを止めるよう働きかけたとして非難した。
ショーン・デイリーとエドワード・アイヴィーを代表として、マンハッタン連邦裁判所で起こされた第7の訴訟は、これまでの訴訟で述べられた違反に加え、開催者がフェスのキャンセル後も、VIPアップグレードやFyre Bandへの入金を要求し続けていた、と主張した。
発券業者Tablelistを代表として、8番目の訴訟がボストンのサフォーク郡上級裁判所で起こされた。同社は、フェスの主催者と財政支援者が契約違反を犯し、Tablelistとチケット購入者を不正に騙したと主張している。 Tablelistは、訴訟に集中するために従業員の40％を解雇することを余儀なくされ、顧客に返済するために350万ドル、および事業の喪失から生じた損害賠償を求めた。
2018年7月3日、ノースカロライナ州の2人の参加者に500万ドルの損害賠償が認められた。マクファーランドが不在で、彼が裁判手続に応じなかったため、判決が下されたもの。ジャ・ルールは当初共同被告とされたが、後に2人の参加者の弁護士との非公開の個人的合意の後、訴訟から削除された。

### 犯罪捜査
2017年5月21日、ニューヨーク・タイムズは、マクファーランドと彼の同僚が、郵便詐欺、電信詐欺、および有価証券詐欺についてFBIによる捜査の下にあると報じられた。この事件はニューヨーク州南部地区の検事によって監督された。 2017年6月30日、マクファーランドは逮捕され、1件の電信詐欺で起訴された。
2018年3月6日、マクファーランドは、アメリカ合衆国司法省が投資家を騙すため行ったとした電信詐欺、およびチケット業者を騙すため行ったとした電信詐欺の2つについて、有罪を認めた。2018年10月、マクファーランドは6年の刑を宣告され、2600万米ドルの没収を命じられた。
2018年7月24日、証券取引委員会（SEC）は、マクファーランド、彼が設立した2つの会社、元上級役員、および元請負業者が、100人以上の投資家から複数年にわたる大規模な詐欺行為に起因する告発を解決することで合意したことを発表した。 マクファーランドは、SECに対する彼に対する申し立てを認め、少なくとも2740万ドルの返還に同意した。 グラント・H・マーゴリン、ダニエル・サイモン、Fyre Media、およびMagnises Inc.は、最終的に和解に同意した。 マーゴリンは35,000ドルの罰金を支払う必要があり、サイモンは返還と罰金で15,000ドル以上を支払う必要がある。 和解には裁判所の承認が必要となる。

## 映像作品
2019年に、同じファイア・フェスティバルの大失敗をテーマにした2本のドキュメンタリー作品が公開された。
2018年12月、Netflixはファイア・フェスティバル失敗の裏側に迫った独占ドキュメンタリーを2019年1月に公開すると発表した。ところがNetflixの公開4日前に、競合するHuluが同じファイア・フェスティバルをテーマにした独占ドキュメンタリーをサプライズ公開した。
ジェンナー・ファーストとジュリア・ウィロビー・ネイソンが監督したHuluの『Fyre Fraud（原題）』は、マクファーランドの独占インタビューを通して、SNS上に投稿された魅力的なPRの裏で行われていた醜い事実を明らかにした作品となっている。一方クリス・スミスが監督したNetflixの『FYRE: 夢に終わった史上最高のパーティー』は、フェスの関係者らの告発によって、混乱や失敗に至った裏側が暴かれていくという内容になっている。
2つの作品を比べると、Hulu側ではSNSが宣伝に大きく利用されたことが描かれているのに対して、Netflix側ではそのことにほとんど触れられていない。これに関してHulu側は、Netflix側の制作には、フェスのマーケティングを行った「FuckJerry（事件後にJerry Mediaへ名称変更）」が関わっているからだと主張している。実際にSNSマーケティングに関わったJerry Mediaは、Netflixのドキュメンタリーを「自社の汚名を雪ぐため」に利用したのだと、The New Republicのジョセフィン・リヴィングストンは指摘している。
リヴィングストンによれば、フェスの失敗直後からドキュメンタリー制作の動きはあったという。なんと最初に動いたのはマクファーランド自身であり、Fyreの宣伝動画を撮影し、後にHulu側の制作に関わるマイケル・スワイゲンにコンタクトを取ったという。スワイゲンによれば、マクファーランドは自身の体面を保とうとしていたが、「おそらくそれはドキュメンタリー制作によってチケット購入者に返金するための資金を得ることの、二次的な期待に過ぎなかったのだと思います」とのことである。ファイア・フェスは資金的に破綻しており、マクファーランドは被害を受けた人々への返金を望んでいたそうだが、ドキュメンタリーが制作される前にマクファーランドは逮捕されてしまった。
その後、2017年10月には、Netflix側の制作にも協力するアメリカのメディアViceがスワイゲンに接触し、ニューヨークにあるViceのオフィスでViceの関係者や映画監督のクリス・スミスと面会したという。スワイゲンはViceの事務所の派手さやドキュメンタリー制作に臨む姿勢に疑念を持ち、面会後にカリフォルニアへと戻った。そこでNetflixと競合するHuluもファイア・フェスのドキュメンタリーを制作していることを知り、スワイゲンはHuluのドキュメンタリーに参加することを決めたそうである。スワイゲンは「Hulu側の方がViceで目にしたものよりもよく感じられました。Huluの方は何か裏があるように見えなかったのです」と、リヴィングストンに語っている。結局Netflix側のドキュメンタリー制作にはJerry Mediaが参加することになった。
Jerry Mediaは、チケットを購入した被害者と同様、マクファーランドらに騙されたのだと主張しているが、ジャーナリストらによればJerry Mediaの熱烈な宣伝がなければ、ファイア・フェスのチケットはこれほどまで簡単には売れなかったとされている。Jerry Media(当時はFuckJerry)の元従業員であるオーレン・アクスは、「Jerry Mediaは世間に主張しているよりもずっと前から、ファイア・フェスの問題に気付いていた」と述べている。Netflixドキュメンタリーの「最終編集権」がJerry MediaにあったともHuluは主張しており、Jerry MediaがNetflixドキュメンタリーを汚名返上に利用したと強く主張している。
一方でNetflixは、Jerry Mediaがドキュメンタリーを編集したことを否定し、逆に「Huluは犯罪者であるマクファーランドに出演料を支払うなど、倫理に反する行いをしている」と糾弾している。Netflixのドキュメンタリーを監督したスミスは、「ドキュメンタリー制作において長い時間ファイア・フェスの被害者らと接触した私達にとっては、マクファーランドに出演料を支払うことは間違った行いに感じられます」と語っている。
HuluとNetflixのドキュメンタリー双方とも、作品としては概ね高い評価を受けている。